# ハルビン商業大学
ハルビン商業大学（はるびんしょうぎょうだいがく、英語: Harbin University of Commerce 、英文略称：）は、黒竜江省ハルビン市に本部を置く中華人民共和国の大学。1952年創立、1952年大学設置。

## 校訓
ハルビン商業大学の校訓は「求真至善，修德允能 」である。

## 年表
- 1952年 - 「ハルビン商業中学校」として創設